# Stavsolus manchuricus
Stavsolus manchuricus är en bäcksländeart som beskrevs av Valentina A.Teslenko 1999. Stavsolus manchuricus ingår i släktet Stavsolus och familjen rovbäcksländor. Inga underarter finns listade i Catalogue of Life.